# 달리랜드
《달리랜드》(영어: Dalíland)는 2022년 제작된 전기 드라마 영화이다. 메리 해런이 감독을 맡았으며, 화가 살바도르 달리의 삶을 다룬 작품이다. 배우 벤 킹즐리가 달리 역을 맡는다. 2022 토론토 영화제 폐막작이다.

## 줄거리
영화 <달리랜드>는 1970년대 뉴욕과 스페인을 배경으로, 젊은 뉴욕 갤러리 직원 제임스의 시선으로 이야기가 전개된다. 제임스는 갤러리 전시를 위해 괴짜 화가 살바도르 달리와 그의 아내이자 뮤즈인 갈라의 삶에 깊숙이 들어가게 된다. 전시는 성공적으로 마무리되지만, 갈라와 달리의 관계에 금이 가기 시작하는 징후들이 나타난다. 이후 제임스는 달리 부부를 따라 스페인으로 가게 되고, 결국 그곳에서 달리는 생을 마감한다. 영화는 달리의 파격적인 삶과 갈라와의 불안정한 관계, 그리고 그들의 세계에 발을 들인 제임스의 경험을 통해 초현실주의 거장의 삶을 조명한다.

## 출연진
- 벤 킹즐리/에즈라 밀러(아역) - 살바도르 달리 역
- 바르바라 수코바/아비탈 리보바(아역) - 갈라 달리 역
- 크리스토퍼 브라이니 - 제임스 역
- 루퍼트 그레이브스 - 무어 대위 역
- 알렉산더 바이어 - 크리스토프 역
- 안드레야 페이치 - 어맨다 리어 역
- 수키 워터하우스 - 히네스타 역
- 마크 매케나 - 앨리스 쿠퍼 역